# Francesco Macri
Francesco Raúl Macrì (Roma, 15 aprile 1930 – Buenos Aires, 2 marzo 2019) è stato un imprenditore italiano naturalizzato argentino.

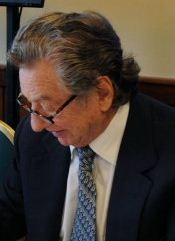
Franco Macri

È stato leader del Gruppo Macri-SOCMA, un gruppo economico argentino, composto da società legate principalmente all'edilizia (SIDECO), all'industria automobilistica (SEVEL Argentina), ai voli aerei (Macair Jet), al sistema di raccolta (Pago Fácil), alla raccolta dei rifiuti (Manliba) e all'industria alimentare (Canale), con stabilimenti in Argentina, Brasile e Uruguay. Ha vinto il Konex Prize 1988.
Suo figlio Mauricio Macri è stato il presidente dell'Argentina dal 10 dicembre 2015 al 10 dicembre 2019.

## Biografia
Franco Macrì (il nome usato comunemente) nacque a Roma nel 1930, da Giorgio Macrì e Lea Garbini. Sua madre faceva parte di una ricca famiglia laziale, proprietaria di un servizio autobus provinciale. Suo padre, invece, era il discendente di una famiglia nobile decaduta di San Giorgio Morgeto, in provincia di Reggio Calabria, e aveva fondato un'impresa edile attiva in Italia, Tunisia, Libia ed Etiopia. In seguito alla scelta di suo padre Giorgio di trasferirsi in Africa per lavoro, i genitori si separarono. Franco venne portato con sé dalla madre Lidia e poi mandato in collegio a Tivoli. Rientrato nella Capitale tredicenne, il giovane Franco s'iscrisse all'Istituto Massimiliano Massimo dove si diplomò nel pieno della seconda guerra mondiale. Successivamente s'iscrisse alla facoltà d'ingegneria.
La nascita della Repubblica italiana spinse il padre Giorgio ad entrare in politica, co-fondando un partito anti-sistema, il Fronte dell'Uomo Qualunque, in vista delle elezioni generali del giugno 1946; a seguito dello scarso seguito del partito, tuttavia, partì per Buenos Aires. Arrivò nella capitale argentina il 21 gennaio 1948 e successivamente si stabilì nel sobborgo occidentale di San Justo. 
Franco emigrò a sua volta con due dei suoi sette fratelli, Antonio (il padre di Jorge Macri) e Maria Pia (che sposò Antonio Calcaterra), giungendo a Buenos Aires a bordo del piroscafo Santa Fe il 7 gennaio 1949. In seguito ottenne un alloggio nella località di Ciudad Evita della Fondazione Eva Perón. Tre giorni dopo il suo arrivo, e senza conoscere lo spagnolo, trovò lavoro come operaio edile; fu promosso rapidamente e ottenne un posto amministrativo nel giro di un anno, in seguito conseguì un diploma al Colegio Nacional de Buenos Aires e, nel 1950, dette vita ad una società di costruzioni, Urbana. Nonostante un certo numero di piccoli appalti pubblici, Urbana alla fine fallì, e Macri entrò in una partnership, Vimac, nel 1953. L'azienda fu potenziata grazie ad un redditizio contratto con Loma Negra, il principale produttore argentino di cemento, per la costruzione di un nuovo impianto vicino a Tandil nel 1955.

### Appaltatore di opere pubbliche
Macri ha fondato una società costruttrice di case, Demaco, e ha acquistato un piccolo appartamento a Buenos Aires di fronte a Vicente López Plaza (nel cuore del raffinato quartiere Recoleta). La nomina nel 1962 del ministro dell'Economia ultraconservativo Alvaro Alsogaray, tuttavia, e la sua politica di far pagare appaltatori statali e dipendenti con inutili "Obbligazioni del Nono Luglio" portarono alla chiusura di Vimac.

### Dalla Fiat agli inceneritori
Affiancato da due investitori e aiutato dalla ripresa economica, nel 1964 fuse Demaco con le spoglie di Vimac per fondare Impresit-Sideco. L'azienda si assicurò un ambito contratto con la casa automobilistica italiana Fiat per la costruzione e la manutenzione della loro fabbrica di Caseros, e divenne rapidamente uno dei leader tra gli appaltatore di lavori pubblici, in particolare nella costruzione del Ponte Generale Belgrano, delle centrali nucleari Atucha I ed Embalse (la prima dell'America Latina), nonché in lavori privati, come un gasdotto AGIP e il parco per uffici Catalinas Norte.
Ereditando l'interesse del padre per il cinema (l'anziano Macri aveva lavorato per gli iconici Cinecittà Studios), fondò anche MBC, che produsse cinema per registi locali, tra cui Leopoldo Torre Nilsson e Alejandro Doria.
Dopo aver completato dal 1964 oltre trenta grandi progetti di opere pubbliche per un valore superiore a 1,8 miliardi di dollari, Macri acquisì le affiliate argentine di Philco e NEC, ottenne la partecipazione di controllo in Impresit e nel 1976 fondò Socma, una holding per i suoi vari interessi. La nomina, quell'anno, del sindaco di Buenos Aires Osvaldo Cacciatore portò alla chiusura delle decine di migliaia di inceneritori di condomini della città, il cui smaltimento delle 3.000 tonnellate giornaliere di rifiuti della città aveva peggiorato la qualità dell'aria per decenni. Cacciatore li rimpiazzò nel 1979 con un servizio di ritiro assegnato a Manliba, un consorzio tra Impresit-Sideco e Waste Management, Inc.
Le finanze di Macri furono tuttavia compromesse dalle perdite derivanti dal Banco de Italia y Río de la Plata, di cui fu azionista di maggioranza tra il 1975 e il 1980. La crisi successiva, che fu il risultato dell'implosione della deregolamentazione finanziaria del ministro dell'Economia José Alfredo Martínez de Hoze, spinse Macri ad approfittare di una garanzia sui tassi di cambio emanata dalla Banca centrale nel 1980 per i grandi mutuatari privati che si trovavano ad affrontare pagamenti in dollari statunitensi nettamente più elevati, un vantaggio concesso a Sevel.
Durante la dittatura civico-militare (1976-83) il gruppo imprenditoriale crebbe enormemente, soprattutto grazie a quella che sarebbe stata la forza di quell'azienda: l'acquisizione di imprese, opere pubbliche e varie concessioni per lo Stato argentino. Le sue aziende si sono evolute a un ritmo considerevole, diventando parte delle più grandi partecipazioni in America. Macri entrò in una nota impresa immobiliare a New York, quando nel 1979, l'immobiliarista Abraham Hirschfeld gli vendette una partecipazione del 75% in 30 ettari di terra sul lungofiume Hudson precedentemente di proprietà di Penn Central. Pianificando di sviluppare "Lincoln West", un complesso residenziale, Macri investì 100 milioni di dollari in opere pubbliche, ma alla fine non riuscì a restituire un prestito alla Chase Manhattan, vendendo la terra a Donald Trump nel 1985 per 117 milioni di dollari. La delusione fu aggravata da un infarto nel 1983. Ha subito gravi perdite durante le ripetute crisi valutarie del paese tra il 1987 e il 1990, ma ha guadagnato da una partnership con BellSouth e Motorola per formare Movicom, il primo fornitore argentino di servizi di telefonia mobile su larga scala.

### SEVEL Argentina, la più grande azienda d'auto
Sostenitore del governatore della provincia di La Rioja, Carlos Menem, prima della sua vittoria alle primarie del Partito Giustizialista del 1988, Macri ruppe con lui quando, dopo le elezioni del 1989 (che vinse su una piattaforma populista), perseguì aggressive politiche di libero scambio che minarono SEVEL Argentina (da allora la più grande casa automobilistica argentina) a favore di importazioni più economiche. Sevel, all'epoca fulcro del Gruppo Socma, inizialmente beneficiò del boom sfiorato dal Piano di Convertibilità del Ministro dell'Economia Domingo Cavallo nel 1991, vedendo crescere le sue vendite di auto da 30.000 nel 1990 a 200.000 nel 1994. L'industria automobilistica locale fu duramente colpita, tuttavia, dalla crisi del peso messicano. Un calo delle vendite a 130.000 portò la società a cedere la licenza Fiat nel 1996, e i ricavi di Sevel diminuirono di quasi la metà, a 1,1 miliardi di dollari. Durante la guida alla privatizzazione all'ingrosso dell'era Menem, Macri è stato battuto in un'offerta del 1997 per la gestione dei 33 aeroporti principali della nazione da Eduardo Eurnekian, anche se a Socma è stato venduto il servizio postale nazionale nel luglio 1997.
SEVEL Argentina è stata infine liquidata, revocando la sua licenza Peugeot, nel marzo 2000, fino alla crisi economica argentina, ed i ricavi globali del Gruppo SOCMA sono scesi da 4,5 miliardi di dollari nel 1994 a 2 miliardi di dollari nel 2001. In seguito alla liquidazione di SEVEL Argentina, Macri è stato condannato per evasione dei dazi doganali relativa a un sistema di importazione automatica di esportazione attraverso il vicino Uruguay.

### Rapiti due figli
La famiglia fu scossa dal rapimento di Mauricio Macri, figlio maggiore di Franco Macri, il 23 agosto 1991. Liberato dopo due settimane di prigionia per un riscatto di 6 milioni di dollari, il rapimento di Macri è stato eseguito da quattro membri della Policía Federal Argentina, che ha un controllo di polizia su Buenos Aires (i responsabili sono stati localizzati solo un decennio dopo).
Il 30 aprile 2003 fu rapita la figlia più giovane, Florencia, e liberata dopo una settimana in seguito al pagamento del riscatto di quasi un milione di dollari.

### Gestione del Correo Argentino
Socma ha gestito il Correo Argentino (la società di servizi postali più importante del Paese) dalla fine degli anni '90 fino a quando l'allora presidente Néstor Kirchner ha deciso nel 2003 di rescindere il suo contratto.
Franco Macri era responsabile della leadership di varie organizzazioni imprenditoriali, come: l'Unione argentina delle costruzioni, la Camera di costruzione argentina e l'Associazione dei costruttori di automobili. È stato azionista del gruppo Philco Electrodomésticos, guidato da Jorge Blanco Villegas, l'ex presidente dell'Unione Industriale Argentina, che ha venduto la società al gruppo coreano Daewoo.
Nel 2007 il gruppo Socma ha collaborato con l'azienda cinese Chery per lanciare nuovi modelli di auto in Sud America. La prima uscita corrispondeva alla Tiggo presentato in Uruguay e lanciò la Chery QQ, una delle auto più economiche del Sud America, con un prezzo stimato di 192.000 pesos.
Nel 2017 è stato incriminato dal capo della Procura federale penale, Jorge Di Lello, insieme al presidente Mauricio Macri, il Segretario Generale della Presidenza, Fernando De Andreis e il responsabile della compagnia aerea Avianca, per l'eventuale commissione dei reati di associazione illecita, negoziati incompatibili, frode ai danni della pubblica amministrazione e traffico di influenze per irregolarità legate allo sfruttamento dello spazio aereo argentino.

### La morte
Macri morì il 2 marzo 2019 nella sua casa a Barrio Parque.

## Vita privata
Si sposò una prima volta nel 1958 con Alicia Blanco Villegas, figlia di un importante medico di Tandil. Dal matrimonio cinque figli: Mauricio, Alejandra, Gianfranco, Mariano e Sandra (scomparsa nel 2014 dopo una lunga malattia). Il matrimonio terminò con la separazione nel 1980 (in Argentina non esistevano disposizioni per il divorzio sino al 1987). Nel 1982 si risposò con Cristina Cressier, dalla quale ebbe la sesta figlia, Florencia. Si separarono nel 1986.